# Fontane Festspiele
Die Fontane Festspiele sind ein Festival in Neuruppin, bei dem das Erbe des aus Neuruppin stammenden Schriftstellers Theodor Fontane (1819–1898) gefeiert wird. Die Verantwortlichen wollen mit zeitgemäßen und vielfältigen Angeboten Fontane „in die Gegenwart bringen“ und weit über Neuruppin hinaus ein breites Publikum ansprechen. Zum Programm gehören unter anderem Lesungen, Theater, Musik, Multimedia-Ausstellungen und Wanderungen. 
Nach einem ersten Anlauf im Jahr 1998 wurden die heutigen Fontane Festspiele erstmals im Jahr 2010 veranstaltet. Bis 2018 fanden sie alle zwei Jahre statt, dann im Fontane-Jahr 2019 (200. Geburtstag Fontanes) und danach jährlich. 2023 fanden die zehnten Fontane Festspiele statt.
Die Fontane Festspiele 2010 und 2012 wurden von den künstlerischen Leitern und der Stadt Neuruppin organisiert. 2014 wurde die Fontane-Festspiele gUG gegründet, eine gemeinnützige Unternehmergesellschaft (gUG) in Neuruppin, die seither die Festspiele organisiert.

## Geschichte
1998 bekam Neuruppin den offiziellen Namenszusatz „Fontanestadt“ verliehen. In diesem Jahr unternahm die Stadt den ersten Versuch, Fontane mit Festspielen zu ehren. Diese Veranstaltung hatte allerdings nicht genug Qualität und Resonanz, um sie fortführen zu können.
Im Juli 2008 wurde berichtet, dass in Neuruppin geplant wurde, erneut Fontane-Festspiele ins Leben zu rufen. Man dachte an ein Programm mit Lesungen, Theater und anderen künstlerischen Darbietungen. Bürgermeister Jens-Peter Golde sagte: „Neuruppin hat bislang viel zu wenig aus der kulturellen Verpflichtung als Geburtsort Theodor Fontanes gemacht.“
Bei den ersten beiden Fontane Festspielen 2010 und 2012 stand die ost- und südosteuropäische Literaturszene bei den Lesungen im Mittelpunkt. 2010 wurde außerdem das musikalische Drama Grete Minde auf einer Bühne zwischen der Klosterkirche und dem Ruppiner See  konzertant aufgeführt. Es beruht auf Fontanes Novelle Grete Minde, die Musik stammt von Siegfried Matthus. Ausführendes Orchester war das Brandenburgische Staatsorchester Frankfurt.
2014 lasen 20 Autoren unter dem Motto „Neben der Spur“ aus ihren Werken um das Thema Reisen. Ein Themenschwerpunkt war Großbritannien. 2014 kam ein weiterer Programmpunkt hinzu – die Fontane-Film-Lounge, bei der Verfilmungen der Romane Theodor Fontanes gezeigt wurden.
Im Fontane-Jahr 2019 kamen 11.000 Besucher, davon waren etwa die Hälfte auswärtige Besucher. 83 Veranstaltungen in 16 verschiedenen Formaten standen auf dem Programm, darunter das Fontane-Lyrik-Projekt, das Europäische Festival der Reiseliteratur „Neben der Spur“, Open-Air-Theater, die Filmlounge, die literarischen Fontane-Stadtspaziergänge, Busausflüge, Ausstellungen. Ein neuer Programmpunkt war das Hörspielhof-Projekt „Hereinspaziert“.
Im Jahr 2020 kam das neue Poesie-Festival „Pop und Petersilie“ hinzu.

## Programm (Auswahl)
Das Fontane-Lyrik-Projekt knüpft an Fontanes Lyrik an, die einst zum Kanon der deutschen Literatur zählte. Dazu lesen Schauspieler Fontane-Gedichte. Im Jahr 2012 waren dies Anna Thalbach, Christian Brückner, Julia Jentsch, Katy Karrenbauer und Klaus Dieter Klebsch.
Im Rahmen des Festivals werden mehrere Touren, die Fontane in seinen Wanderungen durch die Mark Brandenburg beschrieben hat, nachvollzogen, teils zu Fuß, teils per Fahrrad, Schiff oder Kremser.
Seit 1994 vergibt die Stadt Neuruppin einen Fontane-Literaturpreis und einen Fontane-Kulturpreis. Seit 2010 werden die beiden Preise nach Möglichkeit im Rahmen der Festspiele verliehen.